# Thomas Addison
Thomas Addison (* April 1793 in Longbenton, North Tyneside bei Newcastle upon Tyne in Northumberland (England); † 29. Juni 1860 in Brighton, East Sussex) war ein britischer Mediziner. Er war ein bedeutender Kliniker und beschrieb 1855 als Erster die Unterfunktion der Nebenniere mit ihren Symptomen, die Bronzehautkrankheit, die heute nach ihm als Morbus Addison benannt wird.

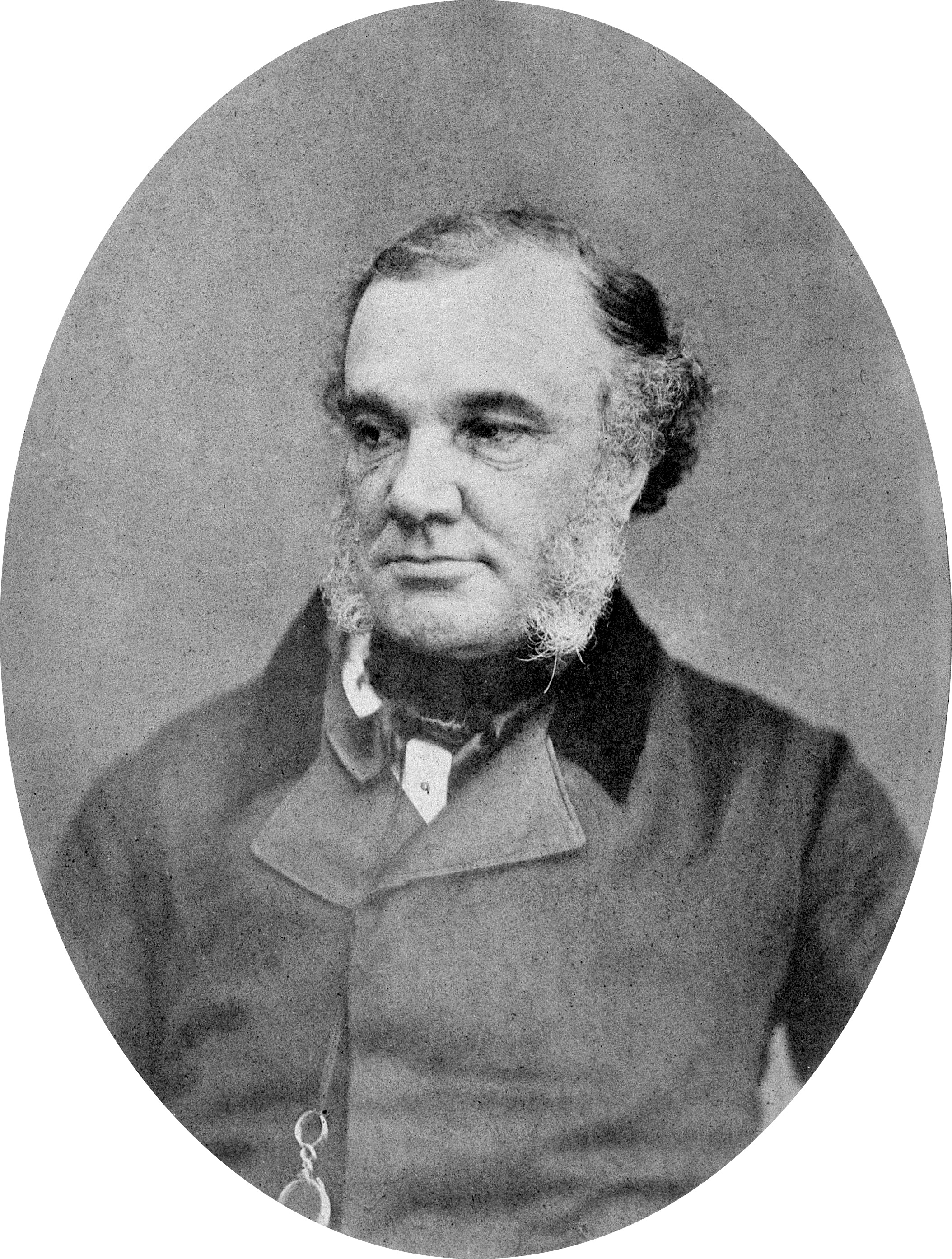
Thomas Addison

## Leben
Thomas Addison war der Sohn von Sarah und Joseph Addison, einem Lebensmittel- und Blumenhändler in Long Benton, Northumberland. In der Schule lernte er fließend Latein sprechen und verfasste Aufzeichnungen in dieser Sprache. Sein Vater wollte, dass er Anwalt wird, aber Thomas Addison schrieb sich 1812 an der Universität Edinburgh als Medizin-Student ein und machte 1815 im Alter von 22 Jahren seinen Abschluss. Der Titel seiner Promotion lautete Dissertatio medica inauguralis quaedam de syphilide et hydrargyro complectens – Über Syphilis und Quecksilber.
1815 zog Addison nach London, wo er Chirurg im Lock Hospital und Schüler von Thomas Bateman (1778–1821) in einer öffentlichen Ambulanz  wurde. Er begann in eigener Praxis und gleichzeitig in einer öffentlichen Krankenaufnahme  zu arbeiten. Seine Vorgesetzten weckten Addisons besonderes und zeitlebens bestehendes Interesse an Hautkrankheiten. Wahrscheinlich lenkten die Hautveränderungen bei der Nebennierenunterfunktion seine Aufmerksamkeit auf dieses Krankheitsbild.
Addisons besondere Karriere als Arzt und Wissenschaftler begann, als er 1817 Schüler im Guy’s Hospital in London wurde. 1819 erhielt er eine Lehrbefugnis  im Royal College of Physicians, in das er 1838 als Fellow gewählt wurde. 1824 wurde Addison zum Assistenzarzt  befördert, 1827 zum Lecturer ernannt. Addisons Einnahmen aus seinen Vorlesungen in dieser Zeit werden auf 700 bis 800 Pfund pro Jahr geschätzt.
1835 wurde Addison Co-Professor  für Praktische Medizin mit Richard Bright. 1837 wurde er Haupt-Arzt  im Guy’s Hospital. Als Bright 1840 in den Ruhestand ging, wurde Addison sein Nachfolger als Professor  und behielt diese Stellung bis 1854 oder 1855.
Addison galt als brillanter Lehrer und Diagnostiker, aber als schüchterner und stiller Zeitgenosse – ein Umstand, der dazu beitrug, dass er im Gegensatz zu anderen Ärzten in dieser Position nur eine kleine eigene Praxis führte. Addison wurde im Guy’s Hospital respektiert und galt als einflussreich. Er dozierte dogmatisch und entschieden. Er wird als Arzt beschrieben, der eher das Rädchen suchte, das in der „Maschine Patient“ klemmt, als dass er das empfindende und leidende Wesen im Patienten sah.
1847 heiratete Addison im Alter von 52 Jahren Elizabeth Catherine Hauxwell, die zwei Kinder aus erster Ehe mitbrachte. Addisons Ehe selbst blieb kinderlos.
1860 ging Addison in den Ruhestand – er litt unter Depressionen. Am 29. Juni 1860 stürzte er sich in den Graben vor seinem Haus, wobei er sich eine tödliche Kopfverletzung zuzog.

## Wirken
Addison war der erste, der im Jahre 1855 den später nach ihm benannten Morbus Addison mit den entsprechenden Symptomen (unter anderem eine zunehmende Braunfärbung von dem Licht ausgesetzten Hautpartien) beschrieb.
Er veröffentlichte zahlreiche weitere Krankheitsbeschreibungen, unter anderem beschrieb er 1839 die Appendizitis und 1849 die perniziöse Anämie (genannt auch Addisonsche Anämie), die er 1855 anlässlich seiner Beschreibung der Hämochromatose nochmals treffend klinisch schilderte. Addison machte außerdem Studien zu Giften.

### Weitere Deonyme
- Addison-Krise: plötzliche Verschlechterung eines vorbestehenden Morbus Addison
- Addison-Anämie oder Addison-Biermer-Krankheit: perniziöse Anämie
- Addison-Schilder-Syndrom: Syndrom aus Atrophie der Nebenniere und zerebraler Demyelinisierung
- Addisonismus: verstärkte Pigmentierung der Haut und Debilität, bei Lungentuberkulose vorkommend
- Addison-Keloid: Zirkumskripte Sklerodermie

### Schriften
- De Syphilide et Hydrargyro. Doktorarbeit, University of Edinburgh, 1815. Über Syphilis und Quecksilber
- An Essay on the Operation of Poisonous Agents upon the Living Body. Mit John Morgan (1797–1847). London, Longman Rees, 1829. Das erste Buch auf Englisch über Giftwirkungen im menschlichen Körper (online).
- Observations on the Disorders of Females Connected with Uterine Irritation. London 1830.
- Observations on Fatty Degeneration of the Liver.
- Elements of the Practice of Medicine. Mit Richard Bright (1789–1858). 3 Bände, London, 1836–1839.
- On the influence of electricity, as a remedy in certain convulsive and spasmodic diseases. Guy’s Hospital Reports, London, 1837, 2: 493–507. Der erste therapeutische Einsatz von statischer Elektrizität.
- Observations on the Anatomy of the Lungs. 1840. In: Collected Writings, London 1868.
- Observations on Pneumonia and its Consequences. In: Guy’s Hospital Reports, 2nd Series, 1843, 1: 365–402.
- On the Pathology of Phthisis. Guy’s Hospital Reports, London 1845, 3: 1–38.
- Chronic Suprarenal Insufficiency, Usually due to Tuberculosis of Suprarenal Capsule. Erste Beschreibung des Morbus Addisons. In: London Medical Gazette, n.s. 1849, 43: 517–518.
- On a Certain Affection of the Skin, Vitilgoidea – a. plana, b. tuberosa. With remarks. Mit William Gull. Guy’s Hospital Reports, London, 2nd Series, 1851, 7: 265–276.
- On the Constitutional and Local Effects of Disease of the Supra-renal Capsules. London 1855.
- On the keloid of Alibert, and on true keloid. Medico-Chirurgical Transactions, London, 1854, 37: 27–47. Addison beschreibt zwei Formen der Keloide, das von Alibert beschriebene und das „echte Keloid“, das Addison-Keloid.